# Max Möller
Max Carl Emil Möller (* 19. Februar 1854 in Hamburg; † 19. Dezember 1935 in Braunschweig) war ein deutscher  Bauingenieur, der vor allem als Konstrukteur der nach ihm benannten Möller-Brücken bekannt ist.

## Leben
Möller studierte Bauingenieurwesen an der Technischen Hochschule (Berlin-)Charlottenburg und an der Technischen Hochschule Hannover. Während seines Studiums in Berlin wurde er Mitglied im Akademischen Verein Motiv. 1888 wurde er als außerordentlicher Professor für Wasserbau an die Technische Hochschule Karlsruhe berufen, 1890 wechselte er als ordentlicher Professor für Wasserbau an die Technische Hochschule Braunschweig. 1920 verlieh der Senat der Technischen Hochschule Dresden auf einstimmigen Antrag der Bauingenieurabteilung Max Möller die Ehrendoktorwürde (als Dr.-Ing. E. h.) „in Anerkennung seiner langjährigen erfolgreichen Lehrtätigkeit, seiner bedeutsamen Arbeiten auf den Gebieten des theoretischen und praktischen Wasserbaues sowie seines grundlegenden Wirkens auf dem Gebiet des Eisenbetonbaues“.
Möller interessierte sich auch für Meteorologie und Wellentheorie und publizierte zu diesen Themen.

## Bauwerke nach Möller

Technischer Aufbau einer Brücke nach System Möller

Nachdem sich Möller eine Übersicht über die zu seinem Lehrauftrag gehörigen Bauten verschafft und dazu theoretische Studien betrieben hatte, widmete er sich verstärkt der Praxis. So entstand zunächst die Bauart der Zement-Erdanker. Später entwickelte Möller den Hängegurtträger (eine besondere Form des Fischbauchträgers) und ließ ihn sich patentieren. Dabei kam der damals neue Baustoff Eisenbeton zum Einsatz. 1894 wurden die ersten Brücken mit Hängegurtträgern (auch Möllerträger) gebaut. Da diese preiswert und relativ schnell zu errichten waren, sind bereits innerhalb der ersten vier Jahre 16 Brücken auf Basis des neuen Gurtträger-Prinzips erbaut worden. Möller führte, zur damaligen Zeit ungewöhnlich, umfangreiche Experimente zur Verbesserung und Prüfung seiner Konstruktion aus. Mangels staatlicher Unterstützung arbeitete er dabei mit der Bauunternehmung Drenckhahn & Sudhop in Braunschweig und dem Cementbaugeschäft Rudolf Wolle in Leipzig eng zusammen. Insgesamt wurden etwa 500 Brücken dieser Art errichtet.
Dazu gehört auch die Möllerbrücke in Kämkerhorst bei Calvörde in Sachsen-Anhalt. Diese steht wegen ihrer einst innovativen Konstruktionsweise unter Denkmalschutz.

## Schriften (Auswahl)
- Die Naturkraft oder die Bewegung der Masse, beherrscht durch äußeren Druck. 1891.
- Die Freiheit als Bethätigungsform geistiger Kraft, begrenzt und geleitet durch eigenen Willen. 1891.
- Das räumliche Wirken und Wesen der Elektrizität und des Magnetismus. 1892.
- Der deutschen Orden Natuliens im Jahre 2000. Roman. C. A. Schwetschke & Sohn (Appelhans & Pfenningstorff), Braunschweig 1892.
- Gurtträger-Decken. System Möller. In: Zeitschrift für Bauwesen. Nr. 1, 1897, Sp. 143–148 (zlb.de – Atlas: Blatt 17).
- Grundriß des Wasserbaus. 1906.
- Einführung in den Eisenbetonbau. (Zwei Ausgaben) Selbstverlag, Braunschweig 1916 und 1919, DNB 560737130.
- Erddruck-Tabellen mit Erläuterungen über Erddruck und Verankerungen. (Zwei Ausgaben, mit Tabellen und Abbildungen) S. Hirzel, Leipzig 1922, DNB 1005310114.
- Die Wellen die Schwingungen und die Naturkräfte. (Drei Ausgaben) F. Vieweg & Sohn, Braunschweig 1926/1927 und 1930, DNB 560737149.